# Damir Džumhur
Damir Džumhur, né le 20 mai 1992 à Sarajevo, est un joueur de tennis bosnien, professionnel depuis 2011.
Il est le meilleur joueur de l'histoire de son pays, devenant le premier Bosnien à participer à un tournoi du Grand Chelem (en 2014), à atteindre une finale ATP (Winston-Salem en 2017), à remporter un titre ATP (Saint-Pétersbourg en 2017) et à intégrer le top 50 mondial (en 2017).

## Carrière
Ses parents sont originaires de la ville de Konjic, située à 50 km de Sarajevo. Il est né en 1992, quelques mois après l'indépendance de son pays.

### 2010: carrière junior
En 2010, il obtient la médaille de bronze en simple aux Jeux olympiques de la jeunesse à Singapour, en s'imposant face au Russe Victor Baluda. La même année, il atteint les quarts-de-finale du tournoi junior de Wimbledon et il intègre pour la première fois l'équipe de Bosnie-Herzégovine de Coupe Davis. Dans cette compétition, il y remporte alors ses deux premiers matches, d'abord contre l'Estonien Vladimir Ivanov puis, en demi-finale du Groupe II, face au Portugais João Sousa lors d'un match sans enjeu.

### 2011-2015: débuts professionnels encourageants et progression vers le top 100
Damir Džumhur passe professionnel en 2011 et fait ses débuts sur le circuit ATP lors des qualifications du tournoi de Zagreb.
En 2013, il atteint deux finales sur le circuit Challenger, à Košice et à Poznań. En novembre 2013, au tournoi Challenger de Bratislava, il réalise l'une de ses meilleures performances en battant le Tchèque Jiří Veselý, alors 83e mondial.
En janvier 2014, alors qu'il est 188e au classement ATP, il sort des qualifications de l'Open d'Australie en battant notamment Dustin Brown (101e) et Ruben Bemelmans (149e). Il devient alors le premier joueur bosnien à intégrer le tableau principal d'un tournoi du Grand Chelem. Alors qu'il n'avait encore jamais joué dans un tableau principal de tournoi ATP, il atteint le troisième tour, en éliminant le Tchèque Jan Hájek (103e mondial) en trois sets, puis le Croate Ivan Dodig, 34e joueur mondial et tête de série no 32 du tournoi (qui abandonne lors du 4e set), avant de s'incliner face au Tchèque Tomáš Berdych, 7e mondial.
En avril 2014, il remporte son premier tournoi Challenger face à Pere Riba à Mersin. Il enchaine avec un deuxième titre Challenger à Arad en juin, encore face à Pere Riba. En juillet, il remporte un troisième titre Challenger à San Benedetto en battant Andreas Haider-Maurer.
En février 2015, il remporte un quatrième titre Challenger à Saint-Domingue en s'imposant face à Renzo Olivo sur abandon, puis enchaîne avec une autre finale, perdue contre Víctor Estrella, à Morelos. En septembre, il soulève un cinquième trophée sur le circuit Challenger à Alphen-sur-le-Rhin contre Igor Sijsling, et un sixième en octobre à Casablanca contre Daniel Muñoz de la Nava. Entre-temps, il parvient notamment à passer deux tours à Roland-Garros, éliminant Mikhail Youzhny et Márcos Baghdatís avant de perdre contre Roger Federer.

### 2016: 1/8 de finale au Masters de Miami
Au Masters 1000 de Miami, alors qu'il est 94e mondial, il réalise une de ses meilleures performances en atteignant les huitièmes-de-finale en battant successivement Leonardo Mayer (41e) puis Rafael Nadal (5e) sur abandon, et Mikhail Kukushkin (90e), avant de s'incliner face à Milos Raonic (12e).
Lors du Masters 1000 de Monte-Carlo, il sort des qualifications puis élimine Robin Haase (62e) et Tomáš Berdych (7e) avant de perdre à nouveau contre Milos Raonic (12e), mais cette fois en remportant un set. Il passe également deux tours au Masters 1000 de Rome.
À l'US Open, il passe un tour en battant Bernard Tomic, 19e mondial, puis s'inclne face à Illya Marchenko. Le même mois, il participe à la large victoire de la Bosnie-Herzégovine contre la Lituanie (5-0), ce qui permet à son pays d'être promu pour la première fois dans le groupe I de la Coupe Davis.

### 2017. Première finale puis premiers titres

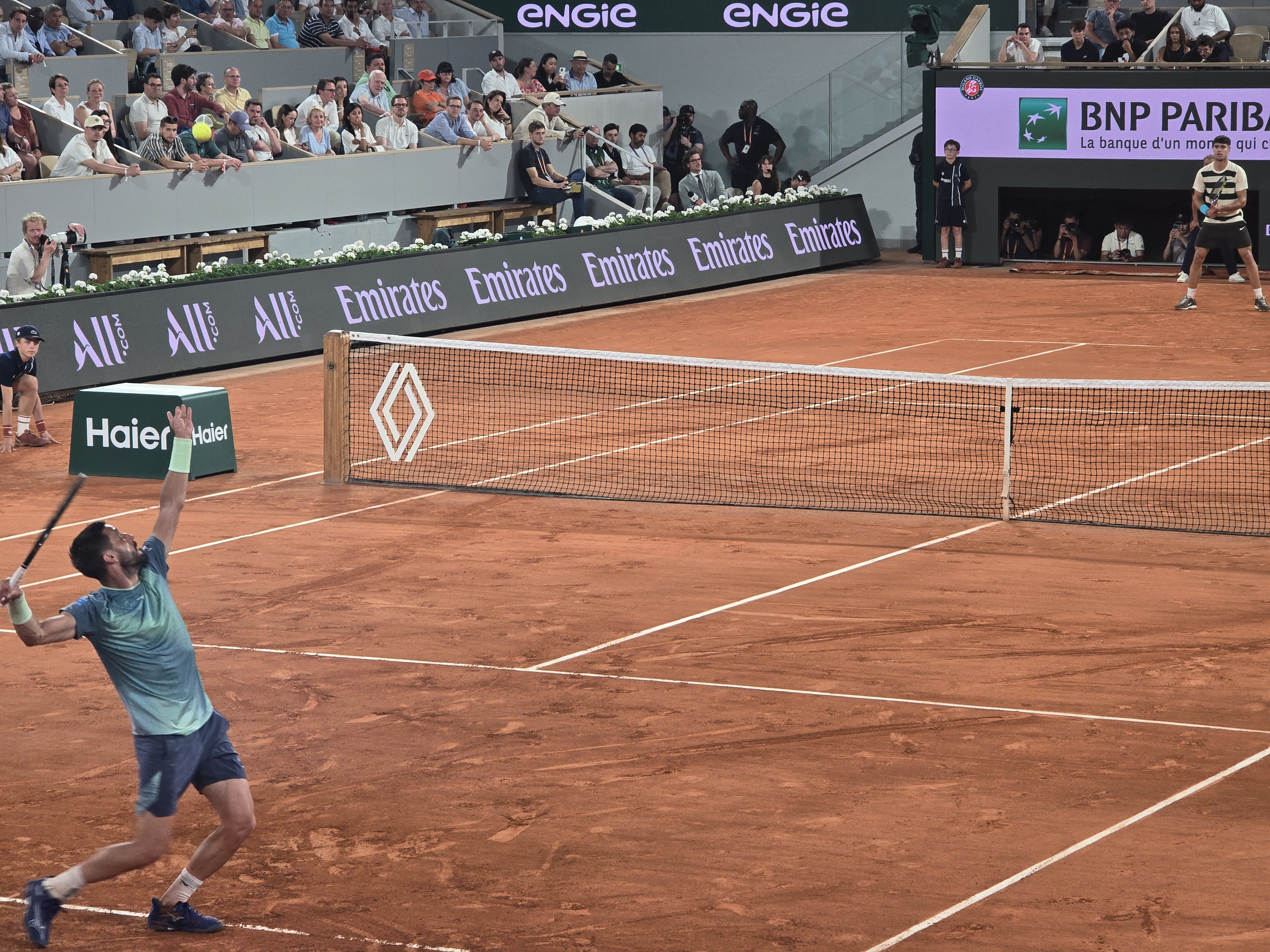
Damir Džumhur face à Carlos Alcaraz lors des Internationaux de France de tennis 2025.

En début d'année, il remporte plusieurs matchs contre des joueurs mieux classés que lui, qui participent à sa propre progression au classement ATP : Kevin Anderson et Steve Darcis à Memphis, Stanislas Wawrinka (no 3 mondial : 7-64, 6-3) et Marcel Granollers à Dubaï, Ryan Harrison à Indian Wells.
En juin, il atteint la finale du Challenger de Blois, qu'il perd contre Calvin Hemery. En juillet, il atteint les demi-finales du tournoi ATP de Cabo San Lucas, éliminant notamment Feliciano López (tête de série no 4).
En août, il atteint la finale du Challenger de Saint-Domingue, où il s'incline contre Víctor Estrella. La semaine suivante, il atteint sa première finale sur le circuit ATP à Winston-Salem où il est battu par Roberto Bautista-Agut (4-6, 4-6). Sur son parcours, il s'impose successivement face à Denis Istomin, Gilles Simon, Horacio Zeballos, Chung Hyeon et Kyle Edmund. Ensuite, à l'US Open, il parvient au 3e tour en écartant Pablo Cuevas (tête de série no 27) et Cedrik-Marcel Stebe, avant de s'incliner face à Andrey Rublev (4-6, 4-6, 7-5, 4-6).
En septembre, il remporte le 1er titre de sa carrière à Saint-Pétersbourg en battant en finale Fabio Fognini (3-6, 6-4, 6-2). À l'issue du tournoi, le Bosnien atteint pour la première fois de sa carrière le top 50. Sur son parcours, il bat également Paolo Lorenzi (7-5, 7-5), Márcos Baghdatís (6-4, 7-64), puis le qualifié Liam Broady dans un match compliqué (6-3, 2-6, 6-4) et enfin Jan-Lennard Struff en demi-finale (6-3, 7-5). Il atteint ensuite les demi-finales à Shenzhen en battant Alexander Zverev, 4e joueur mondial (6-4, 7-5), avant de perdre contre Alexandr Dolgopolov (3-6, 4-6).
En octobre, il remporte un second titre ATP à Moscou, où il est tête de série no 6. Il y écarte difficilement Andreas Seppi en quart de finale (4-6, 6-2, 6-4), puis bat son compatriote Mirza Bašić (issu des qualifications) en demi-finale, avant de gagner la finale face à Ričardas Berankis (6-2, 1-6, 6-4). Il améliore à nouveau son meilleur classement en atteignant la 31e place mondiale. Il réalise presque le doublé en atteignant sa première finale ATP en double aux côtés du Croate Antonio Šančić.

## Palmarès

### Titres en simple messieurs
| No | Date       | Nom et lieu du tournoi                 | Catégorie | Dotation    | Surface      | Finaliste         | Score         |          |
| -- | ---------- | -------------------------------------- | --------- | ----------- | ------------ | ----------------- | ------------- | -------- |
| 1  | 18-09-2017 | St. Petersburg Open, Saint-Pétersbourg | ATP 250   | 1 000 000 $ | Dur (int.)   | Fabio Fognini     | 3-6, 6-4, 6-2 | Parcours |
| 2  | 16-10-2017 | VTB Kremlin Cup, Moscou                | ATP 250   | 745 940 $   | Dur (int.)   | Ričardas Berankis | 6-2, 1-6, 6-4 | Parcours |
| 3  | 24-06-2018 | Turkish Airlines Open, Antalya         | ATP 250   | 426 145 €   | Gazon (ext.) | Adrian Mannarino  | 6-1, 1-6, 6-1 | Parcours |

### Finale en simple messieurs
| No | Date       | Nom et lieu du tournoi            | Catégorie | Dotation  | Surface    | Vainqueur             | Score    |          |
| -- | ---------- | --------------------------------- | --------- | --------- | ---------- | --------------------- | -------- | -------- |
| 1  | 20-08-2017 | Winston-Salem Open, Winston-Salem | ATP 250   | 664 825 $ | Dur (ext.) | Roberto Bautista-Agut | 6-4, 6-4 | Parcours |

### Finale en double messieurs
| No | Date       | Nom et lieu du tournoi | Catégorie | Dotation  | Surface    | Vainqueurs                | Partenaire     | Score    |          |
| -- | ---------- | ---------------------- | --------- | --------- | ---------- | ------------------------- | -------------- | -------- | -------- |
| 1  | 16-10-2017 | VTB Kremlin Cup Moscou | ATP 250   | 745 940 $ | Dur (int.) | Max Mirnyi Philipp Oswald | Antonio Šančić | 6-3, 7-5 | Parcours |

## Parcours dans les tournois duGrand Chelem

### En simple
| Année | Open d'Australie | Open d'Australie | Internationaux de France | Internationaux de France | Wimbledon       | Wimbledon      | US Open         | US Open         |
| ----- | ---------------- | ---------------- | ------------------------ | ------------------------ | --------------- | -------------- | --------------- | --------------- |
| 2014  | 3e tour (1/16)   | Tomáš Berdych    | 1er tour (1/64)          | Feliciano López          | —               | —              | 1er tour (1/64) | David Ferrer    |
| 2015  | —                | —                | 3e tour (1/16)           | Roger Federer            | 1er tour (1/64) | Roger Federer  | 1er tour (1/64) | Bernard Tomic   |
| 2016  | 2e tour (1/32)   | David Goffin     | 1er tour (1/64)          | João Sousa               | 2e tour (1/32)  | P.-H. Herbert  | 2e tour (1/32)  | Illya Marchenko |
| 2017  | 1er tour (1/64)  | Viktor Troicki   | 1er tour (1/64)          | Nicolás Kicker           | 2e tour (1/32)  | Aljaž Bedene   | 3e tour (1/16)  | Andrey Rublev   |
| 2018  | 3e tour (1/16)   | Rafael Nadal     | 3e tour (1/16)           | Alexander Zverev         | 2e tour (1/32)  | Ernests Gulbis | 1er tour (1/64) | Dušan Lajović   |
| 2019  | 1er tour (1/64)  | Gaël Monfils     | 1er tour (1/64)          | Antoine Hoang            | 1er tour (1/64) | Pablo Cuevas   | 2e tour (1/32)  | Roger Federer   |
| 2020  | 1er tour (1/64)  | S. Wawrinka      | —                        | —                        | Annulé          | Annulé         | 1er tour (1/64) | Novak Djokovic  |
| 2021  | 1er tour (1/64)  | James Duckworth  | —                        | —                        | —               | —              | —               | —               |
| 2022  | 1er tour (1/64)  | Pablo Andújar    | —                        | —                        | —               | —              | —               | —               |
|       |                  |                  |                          |                          |                 |                |                 |                 |
| 2025  | 1er tour (1/64)  | Aleksandar Vukic | 3e tour (1/16)           | Carlos Alcaraz           | 1er tour (1/64) | Tomáš Macháč   |                 |                 |

N.B. : à droite du résultat se trouve le nom de l'ultime adversaire.

### En double
| Année | Open d'Australie                                                                         | Open d'Australie                                                                       | Internationaux de France                                                                 | Internationaux de France                                                             | Wimbledon                                                                         | Wimbledon | US Open                                                                             | US Open |
| ----- | ---------------------------------------------------------------------------------------- | -------------------------------------------------------------------------------------- | ---------------------------------------------------------------------------------------- | ------------------------------------------------------------------------------------ | --------------------------------------------------------------------------------- | --------- | ----------------------------------------------------------------------------------- | ------- |
| 2015  | —                                                                                        | —                                                                                      | —                                                                                        | —                                                                                    | 1er tour (1/32) A. Bedene \|\| style="text-align:left;" \| S. Johnson Sam Querrey | —         | —                                                                                   |         |
| 2017  | —                                                                                        | —                                                                                      | —                                                                                        | —                                                                                    | —                                                                                 | —         | 1er tour (1/32) D. Lajović \|\| style="text-align:left;" \| J.-J. Rojer Horia Tecău |         |
| 2018  | 1er tour (1/32) D. Lajović \|\| style="text-align:left;" \| H. Kontinen John Peers       | 2e tour (1/16) Mirza Bašić \|\| style="text-align:left;" \| H. Kontinen John Peers     | 1er tour (1/32) Ilija Bozoljac \|\| style="text-align:left;" \| Ken Skupski Neal Skupski | 1er tour (1/32) Mirza Bašić \|\| style="text-align:left;" \| M. McDonald Y. Nishioka |                                                                                   |           |                                                                                     |         |
| 2019  | 1er tour (1/32) Mirza Bašić \|\| style="text-align:left;" \| Taylor Fritz Cameron Norrie | 1er tour (1/32) F. Krajinović \|\| style="text-align:left;" \| Rajeev Ram J. Salisbury | 1er tour (1/32) R. Arneodo \|\| style="text-align:left;" \| Robin Haase F. Nielsen       | —                                                                                    | —                                                                                 |           |                                                                                     |         |

N.B. : le nom du partenaire se trouve sous le résultat ; les noms des ultimes adversaires se trouvent à droite.

## Parcours dans lesMasters 1000
| Année | Indian Wells           | Miami                   | Monte-Carlo             | Madrid                  | Rome               | Canada                | Cincinnati         | Shanghai              | Paris                     |
| ----- | ---------------------- | ----------------------- | ----------------------- | ----------------------- | ------------------ | --------------------- | ------------------ | --------------------- | ------------------------- |
| 2015  | —                      | 1er tour J. Duckworth   | —                       | —                       | —                  | —                     | —                  | —                     | —                         |
| 2016  | 1er tour M. Granollers | 1/8 de finale M. Raonic | 1/8 de finale M. Raonic | —                       | 1er tour J. Chardy | —                     | —                  | —                     | —                         |
| 2017  | 2e tour A. Ramos       | 2e tour N. Kyrgios      | 1er tour R. Haase       | —                       | —                  | —                     | —                  | 1er tour A. Rublev    | —                         |
| 2018  | 2e tour N. Kicker      | 2e tour D. Shapovalov   | 1er tour M. Cecchinato  | 2e tour J. M. del Potro | 2e tour R. Nadal   | 1er tour S. Tsitsipás | 1er tour M. Zverev | 1er tour M. Fucsovics | 1/8 de finale N. Djokovic |
| 2019  | 1er tour A. Ramos      | 2e tour Forfait         | 1er tour M. Cecchinato  | —                       | —                  | —                     | —                  | —                     | 1er tour B. Paire         |
|       |                        |                         |                         |                         |                    |                       |                    |                       |                           |
| 2021  | —                      | 2e tour S. Tsitsipás    | —                       | —                       | —                  | —                     | —                  | n.o.                  | —                         |
|       |                        |                         |                         |                         |                    |                       |                    |                       |                           |
| 2024  | —                      | —                       | —                       | —                       | —                  | —                     | —                  | 1er tour G. Monfils   | —                         |
| 2025  | 2e tour F. Tiafoe      | —                       | —                       | 3e tour M. Arnaldi      | 1er tour V. Gaubas | 1er tour F. Comesaña  | 2e tour C. Alcaraz |                       |                           |

N.B. : sous le résultat se trouve le nom de l’ultime adversaire.

## Victoires sur le top 10
Toutes ses victoires sur des joueurs classés dans le top 10 de l'ATP lors de la rencontre.
| Légende      |
| Grand Chelem |
| Masters 1000 |
| 500 Series   |
| 250 Series   |
| Coupe Davis  |

| # | D.D.  | Tournoi     | Année | Surface      | Adversaire         | Rang | Tour | Score             |
| - | ----- | ----------- | ----- | ------------ | ------------------ | ---- | ---- | ----------------- |
| 1 | no 94 | Miami       | 2016  | Dur          | Rafael Nadal       | no 5 | 1/32 | 2-6, 6-4, 3-0 ab. |
| 2 | no 99 | Monte-Carlo | 2016  | Terre battue | Tomáš Berdych      | no 7 | 1/16 | 6-4, 61-7, 6-3    |
| 3 | no 77 | Dubaï       | 2017  | Dur          | Stanislas Wawrinka | no 3 | 1/16 | 7-64, 6-3         |
| 4 | no 40 | Shenzhen    | 2017  | Dur          | Alexander Zverev   | no 4 | 1/4  | 6-4, 7-5          |

## Classements ATP en fin de saison
| Année          | 2009 | 2010 | 2011 | 2012 | 2013 | 2014 | 2015 | 2016 | 2017 | 2018 | 2019 | 2020 | 2021 | 2022 | 2023 | 2024 |
| Rang en simple | 1664 | 1008 | 343  | 221  | 189  | 109  | 82   | 77   | 30   | 47   | 93   | 119  | 158  | 189  | 154  | 83   |
| Rang en double | –    | 915  | 373  | 474  | 655  | 400  | 338  | 378  | 364  | 153  | 711  | –    | 681  | 617  | 1371 | 753  |

Source : (en) Classements de Damir Džumhur sur le site officiel de la Fédération internationale de tennis